# Leucocoryne
Leucocoryne är ett släkte av amaryllisväxter. Leucocoryne ingår i familjen amaryllisväxter.

## Bildgalleri

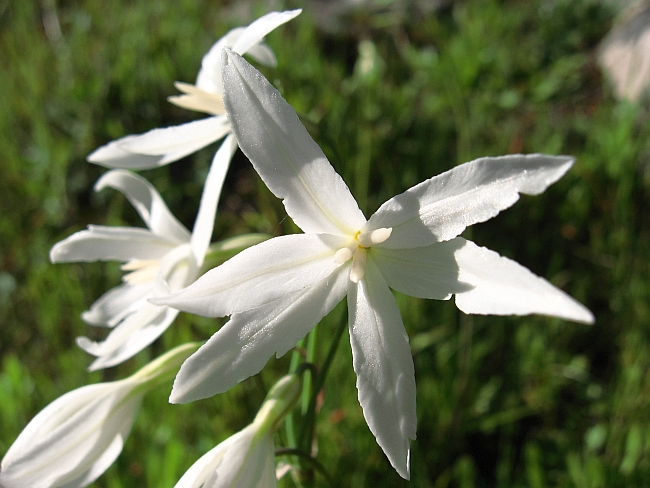

## Dottertaxa tillLeucocoryne, i alfabetisk ordning[1]
- Leucocoryne alliacea
- Leucocoryne angosturae
- Leucocoryne angustipetala
- Leucocoryne appendiculata
- Leucocoryne arrayanensis
- Leucocoryne candida
- Leucocoryne codehuensis
- Leucocoryne conconensis
- Leucocoryne coquimbensis
- Leucocoryne coronata
- Leucocoryne curacavina
- Leucocoryne dimorphopetala
- Leucocoryne editiana
- Leucocoryne foetida
- Leucocoryne fragrantissima
- Leucocoryne fuscostriata
- Leucocoryne gilliesioides
- Leucocoryne inclinata
- Leucocoryne incrassata
- Leucocoryne ixioides
- Leucocoryne leucogyna
- Leucocoryne lilacea
- Leucocoryne lituecensis
- Leucocoryne lurida
- Leucocoryne macropetala
- Leucocoryne maulensis
- Leucocoryne modesta
- Leucocoryne mollensis
- Leucocoryne narcissoides
- Leucocoryne odorata
- Leucocoryne pachystyla
- Leucocoryne pauciflora
- Leucocoryne porphyrea
- Leucocoryne praealta
- Leucocoryne purpurea
- Leucocoryne quilimarina
- Leucocoryne reflexa
- Leucocoryne roblesiana
- Leucocoryne rungensis
- Leucocoryne simulans
- Leucocoryne subulata
- Leucocoryne taguataguensis
- Leucocoryne talinensis
- Leucocoryne tricornis
- Leucocoryne ungulifera
- Leucocoryne valparadisea
- Leucocoryne violacescens
- Leucocoryne vittata